# Accoroutiste (métier)
 (décembre 2018).
Un accoroutiste est une personne impliquée dans l’entretien des dépendances vertes des voies de circulation (routes, autoroutes, chemins, pistes cyclables, sentiers de randonnées, voies vertes, voies navigables, voies ferrées etc). Pour l’essentiel, il s’agit de l’entretien des accotements routiers, fossés, talus…
L’accoroutiste remplit des missions autrefois assurées par le cantonnier.

## Missions
Le métier d’accoroutiste répond avant tout à des enjeux de sécurité routière (assurer une bonne visibilité de la signalisation routière, dégager la visibilité dans les virages et les carrefours, fournir une zone de dégagement,, etc.) et de préservation du patrimoine routier, et de la chaussée en particulier (contrôler la progression de la végétation, assurer l’assèchement de la chaussée par l’entretien des fossés, des talus, etc.). 
À cette mission essentielle se greffent aujourd’hui d’autres missions apparues progressivement pour répondre à des enjeux environnementaux, économiques et sanitaires :
- enrayer la prolifération des plantes invasives : ambroisie (responsable d’allergies et à l’origine d’importantes dépenses de santé), chardons, renouée du Japon, impatiente de l’Himalaya…
- collecter la biomasse azotée (herbes) pour alimenter les filières de méthanisation et de compostage
- collecter la biomasse carbonée (bois) pour alimenter la filière bois-énergie
- favoriser la biodiversité sur les accotements en adoptant une pratique raisonnée du fauchage
- participer à rendre les territoires attractifs (lecture du paysage).

## Disciplines
Le métier d’accoroutiste regroupe 4 disciplines principales :
- Le fauchage de l’herbe
- Le débroussaillage
- L’élagage des arbres et des haies
- Le curage de fossés

## Matériels

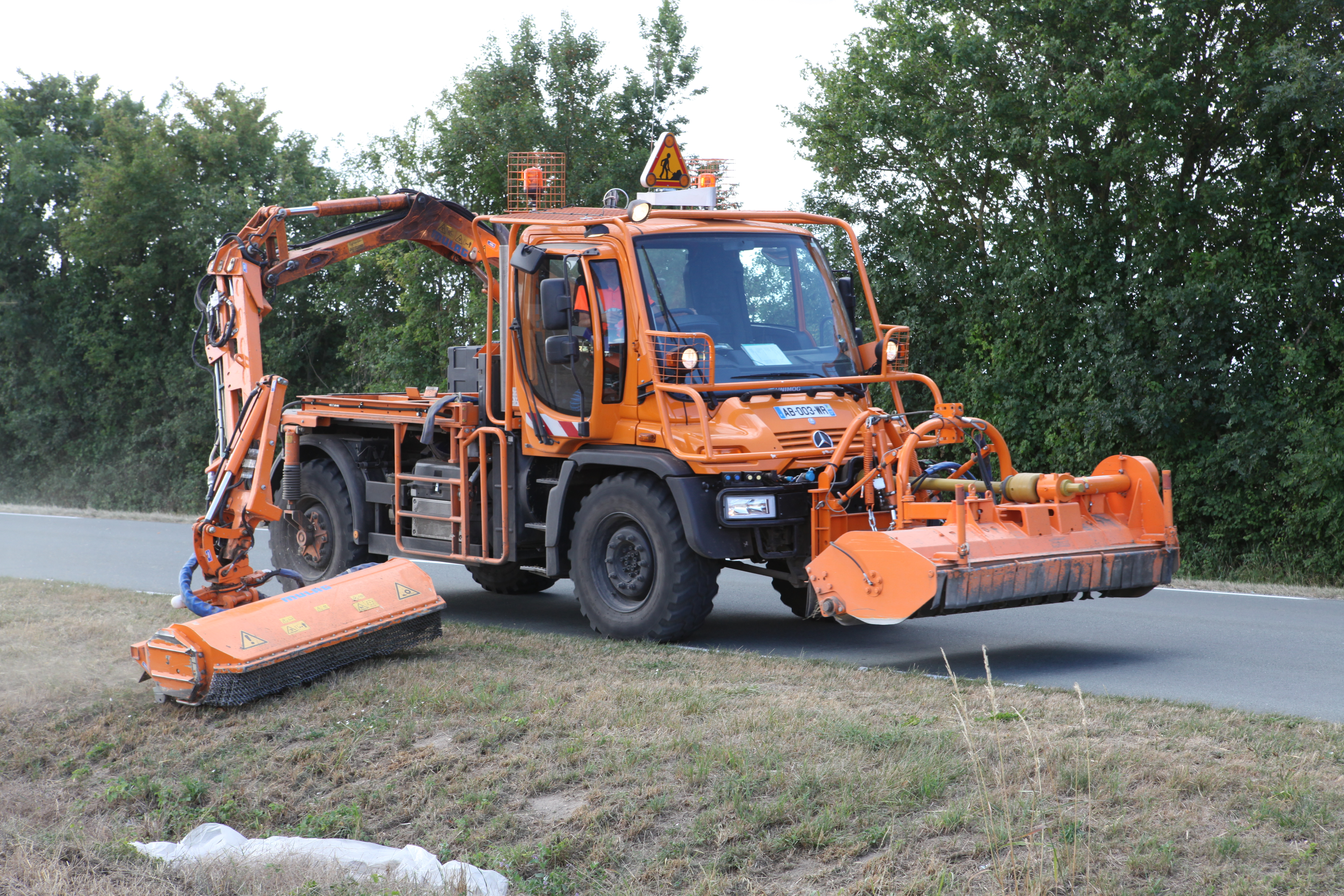
Unimog U400 (405/UGN).

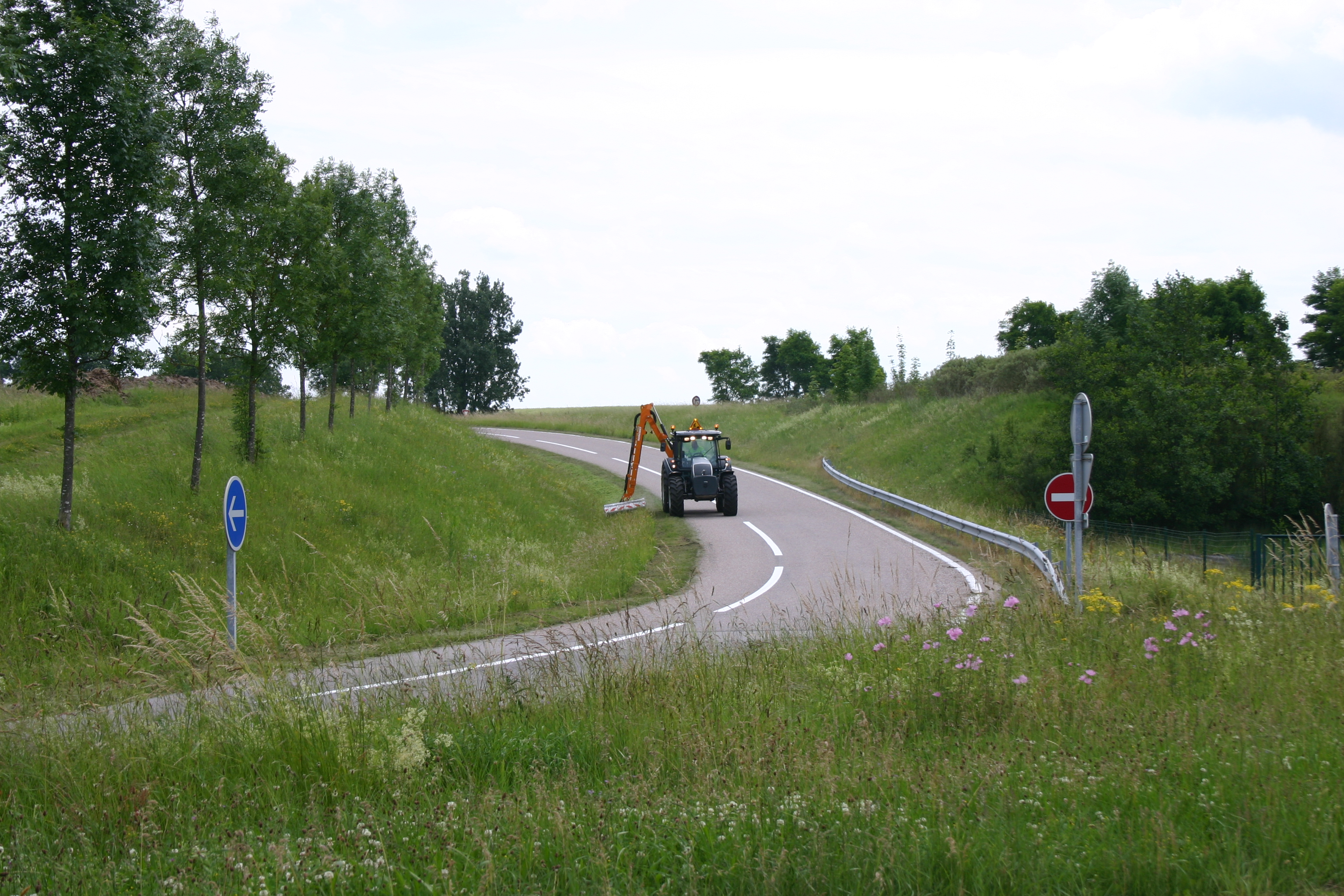
Faucheuse-Débroussailleuse, Épareuse.

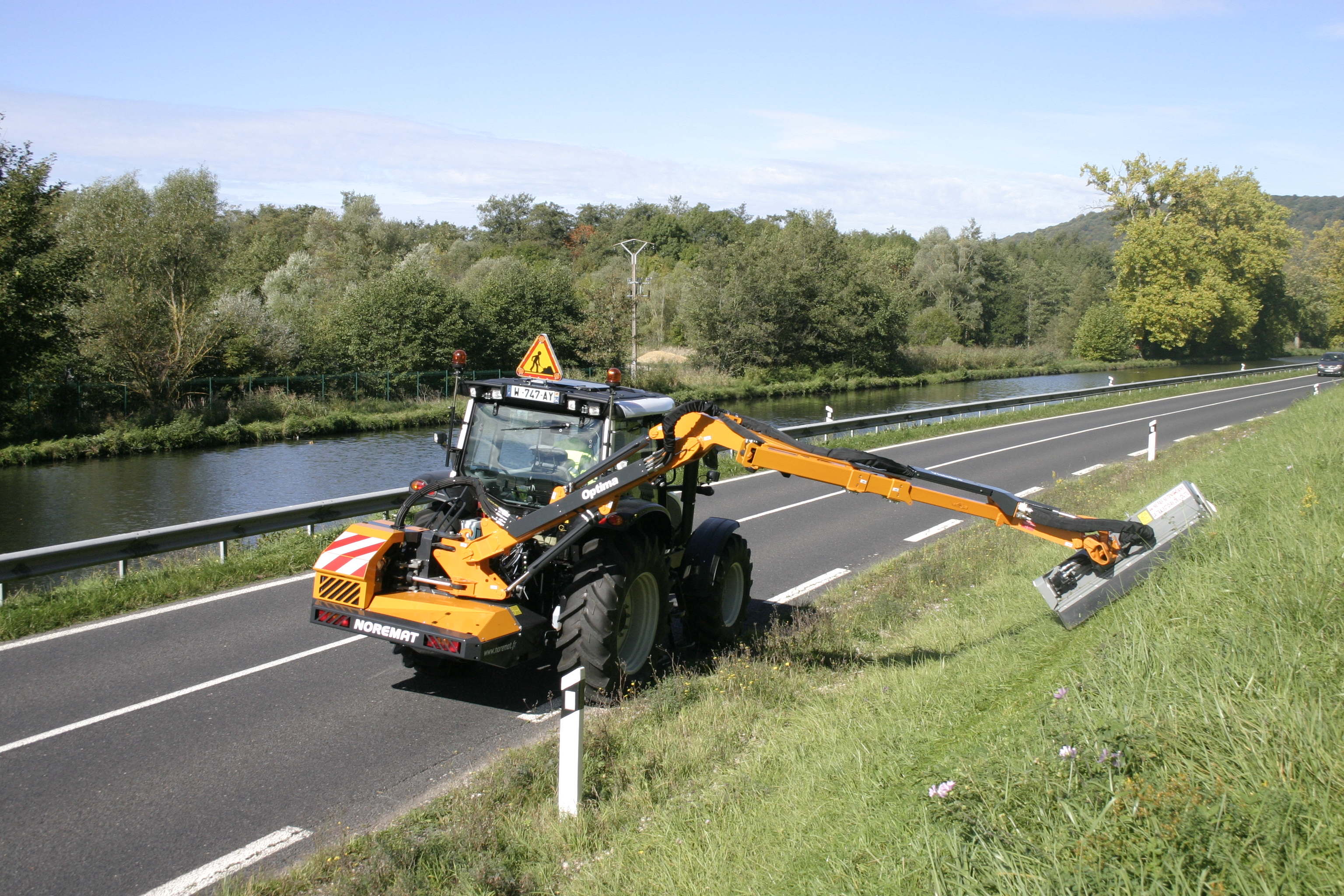
Faucheuse-Débroussailleuse, Épareuse.

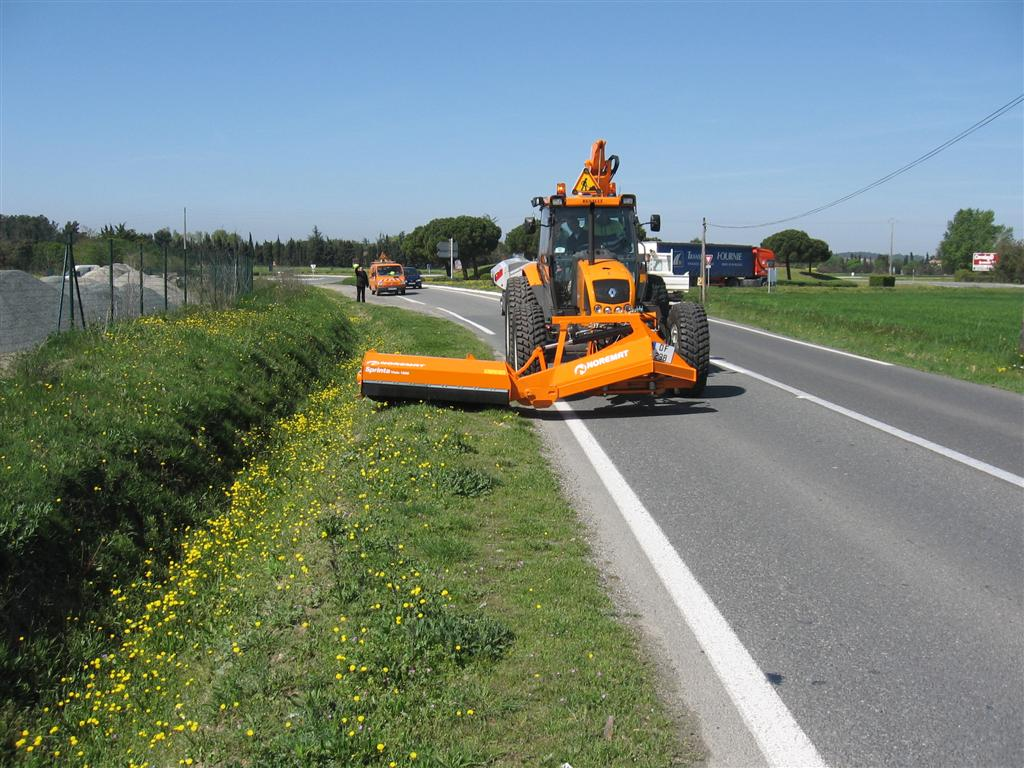
Rotobroyeuse d'accotement, rotofaucheuse.

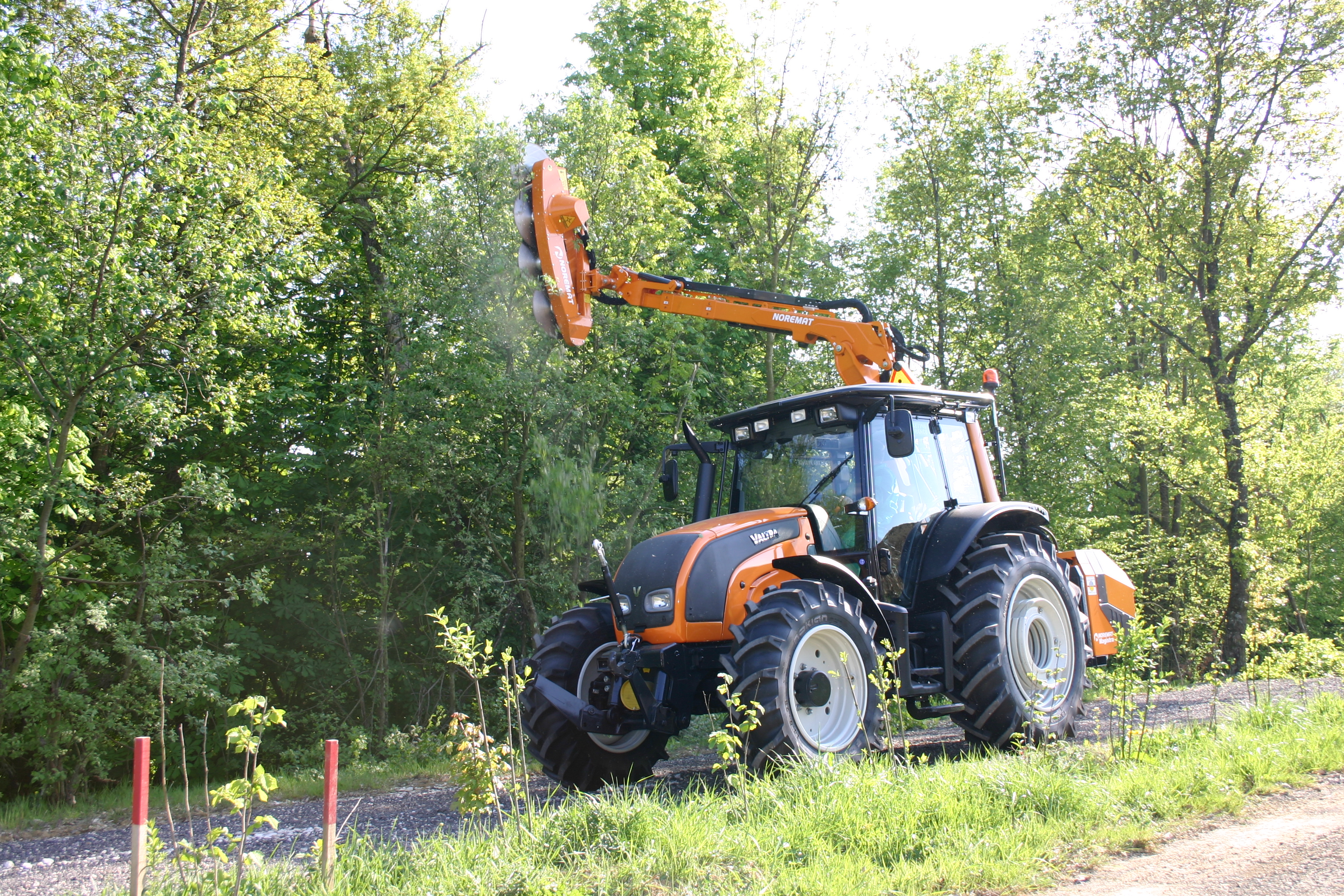
Lamier d'élagage à 4 lames.

L’outil principal de l’accoroutiste est un broyeur d'accotement (roto-faucheuse sur terrain plat) et une faucheuse-débroussailleuse à bras articulé, appelée également épareuse dans le langage courant et adaptée à toutes situation de travail de fauchage (accotement, fossés, talus,…).
La très grande majorité des épareuses sont attelées à l’arrière d’un tracteur agricole. De manière plus confidentielle, on en trouvera également sur des véhicules issus des catégories poids lourds ou TP. Depuis 2010, des véhicules pensés et conçus pour le métier d’accoroutiste font leur apparition. Ils se caractérisent par une architecture globale répondant notamment aux contraintes de visibilité et de stabilité.
Les autres matériels communément utilisés par l’accoroutiste :
- la faucheuse d’accotement, également appelée rotobroyeuse ou rotofaucheuse (attelée au véhicule)
- le lamier d’élagage ou le sécateur (utilisés en bout du bas de l’épareuse)
- la déchiqueteuse de branches, pour réduire les volumes des branches résultant de l’élagage et collecter les copeaux en vue de leur valorisation (paillage, bois-énergie…).

## Compétences
La pratique du métier d’accoroutiste requiert des connaissances dans des domaines variés : conduite et maintenance du matériel, respect de l’environnement, connaissance des végétaux, connaissances phytosanitaires, valorisation des déchets, aménagements paysagers, notions d’élagage, règles de sécurité, signalisation de chantier mobile, secourisme...

## Formation, diplômes, habilitations et débouchés
En France, la conduite d’une unité de fauchage requiert :
- le permis poids lourd
- une autorisation de conduite délivrée par l’employeur.

Il n’existe pas de diplôme français reconnu, mais des formations dispensées soit par des organismes privés, soit directement par certains constructeurs qui ont créé leur propre centre de formation, agréé ou non.
Le métier d’accoroutiste est le plus souvent pratiqué soit au sein d’une collectivité qui assure elle-même l’entretien des accotements dont elle a la responsabilité (DIR, Conseil Général, Communes, Communauté de communes, ONF, VNF...), soit au sein d’une entreprise privée qui opère en sous-traitance pour lesdites collectivités.

## Origine du mot
Le terme accoroutiste résulte de la libre contraction de l’expression ACCOtements ROUTiers, à laquelle est ajoutée le suffixe « -iste » qui désigne généralement un métier.
Il apparait pour la première fois dans une campagne de presse menée en 2001 par un constructeur français (Noremat), qui a créé ce terme pour mettre en valeur le métier de ses clients. D’abord protégé par un dépôt de marque sous le numéro 00.3002892 enregistré à l'INPI en 2000, le terme accoroutiste a été libéré de droits quelques années après. Il est aujourd’hui communément utilisé par les acteurs de l’entretien des accotements routiers et la presse professionnelle française.